# 西洋
西洋这个地理名词现指西方世界，但在中国历史上， 不同时期有不同的含义。對比於東洋。
- 西洋一词最早作为地理名词出现于五代，历史笔记《西山雜記》记载，五代时泉州蒲有良到占城，出任西洋轉運使[1]
- 宋朝时开封犹太人因“进贡西洋布于宋”，获宋帝下旨“归我中夏，遵守祖风，留遗汴梁”[2]。
- 元朝时西洋指印度南部沿海地域。元代航海家汪大渊《岛夷誌略》多处提到西洋：〈古里佛〉条：“当巨海之要衝，去僧加剌密迩，亦西洋诸国之马头也”、〈昆仑〉条提到“舶往西洋”，〈大八丹〉条有“国居西洋之后”，〈天堂〉条记载“西洋也有路通”[3]。又元代《异域志》记有〈西洋国〉条。
- 明朝继承了宋朝、元朝关于西洋的概念，《明实录》记载洪武二年，劉叔勉出使西洋锁里国：“海涛间关凤涛万里，三年夏才至西洋”。《明太宗实录》记载，永乐元年“西洋剌尼回回哈只马哈没奇剌泥等来朝，贡方物”。由此可见在明洪武年间，西洋只包含具体的国度。
- 永乐三年，开始了郑和下西洋年代，西洋一词发生巨大变化，“西洋”一词所包含的地域扩展到包括忽鲁姆斯在内的“西洋诸国”，多次见于皇帝敕書：“遣中官郑和等赍敕汪喻西洋诸国”，“太监鄭和使西洋诸国还”，“敕太监杨庆等往西洋忽鲁姆斯等国公干”，“今命太监郑和等往西洋忽鲁姆斯等国公干”[4]。西洋成为明朝热门的名词，从明朝刊行的一系列书籍：费信《大西洋记》、巩珍《西洋番国志》、黄省曾《西洋朝贡典录》、张燮《东西洋考》，罗懋登《三宝太监西洋记通俗演义》等可见一斑。郑和研究专家向达指出“明代以交趾、柬埔寨、暹罗以西，今马来半岛、苏门答腊、爪哇、小巽他群岛、以至于印度、波斯、阿拉伯为西洋”[5]

在郑和下西洋年代，西洋的概念已发展到囊括西域的地步。陆容在《菽园杂记》中已经把
哈列、撒马儿罕、土鲁番、哈密等西域诸国称为“旱西洋”，可见西洋
一词已经发展到包含海外各国的意义了。
从汉朝的西域到明朝的西洋，反映中外交通观念的扩展，从陆路迈进大洋。